# The Blizzard
The Blizzard est un film muet américain réalisé par Jess Robbins et sorti en 1921.

## Fiche technique
- Titre : The Blizzard
- Réalisation : Jess Robbins
- Assistant-réalisateur : Vincent McDermott
- Scénario : Jess Robbins
- Producteur : Albert E. Smith
- Société de production : Jimmy Aubrey Productions Inc.
- Société de distribution : Vitagraph Company of America
- Genre: Comédie
- Dates de sortie :
  -  États-Unis : février 1921

## Distribution
- Jimmy Aubrey : le dormeur
- Oliver Hardy : le concierge
- Maude Emory : la fille/la mère
- Jack Lloyd : un locataire
- Vincent McDermott : le policier